# Senaya jezik
Senaya jezik (kršćanski neoaramejski, lshan sray, senaaya, shan gyanan, shan sray, soray, sray; ISO 639-3: syn), gotovo nestali istočnoaramejski jezik kojim još govori oko 60 ljudi u Iranu (1997 H. Mutzafi); etnička populacija u svijetu 460 (Australija i SAD). 
U Iranu se izvorno govorio u Kurdistanskoj pokrajini sa središtem u Sanandadžu, a danas u Tehranu i Kazvinu. Kazvinska varijanta donekle se razlikuje od onih što su rođeni u Sanandadžu. Piše se sirijskim pismom.

## Vanjske poveznice
- Ethnologue (14th)
- Ethnologue (15th)